# Clémentine Valverde
Pour les articles homonymes, voir Valverde.
Clémentine Valverde, née le 23 septembre 1992 à Longjumeau, est une joueuse française de water-polo.

## Biographie
Clémentine Valverde est quadruple vice-championne de France et double vainqueur de la Coupe de France avec l’ASPTT Nancy water-polo. Elle rejoint ensuite l'Olympic Nice Natation avec lequel elle remporte le Championnat.
Elle connaît sa première sélection en équipe de France en 2010.